# Zečevo (Kistanje)
Zečevo falu Horvátországban Šibenik-Knin megyében. Közigazgatásilag Kistanjéhez tartozik.

## Fekvése
Knintől légvonalban 27, közúton 36 km-re délnyugatra, községközpontjától 10 km-re nyugatra Dalmácia északi-középső részén, Bukovica területén, az 59-es főúttól északra fekszik.

## Története
A szerbek betelepülése a 16. század elején kezdődött. Knin környékére már 1511-ben nagy számú szerb lakosság érkezett, majd főként Bosznia és Hercegovina területéről 1523 és 1527 között Dalmácia területére is sok szerb települt. A környékbeli településekkel együtt 1527-ben elfoglalta a török, melynek uralma alól a 17. század végén szabadult fel. Zečevonak a török korban vára is volt, melynek romjai ma is láthatók. 1648. július 31-én Zečevo vára alatt véres csata zajlott a Vuk Mandušić és Ilija Smiljanić vezette keresztény erők és a ravni kotari vidékét fosztogató négyezer fős török sereg között, melyben a keresztény sereg egyik vezére Vuk Mandušić elesett. 1805-ben egész Dalmáciával együtt az Első Francia Császárság része lett. 1815-ben a bécsi kongresszus újra Ausztriának adta, amely a Dalmát Királyság részeként Zárából igazgatta 1918-ig. A településnek 1857-ben 214, 1910-ben 394 lakosa volt. Az első világháború után előbb a Szerb-Horvát-Szlovén Királyság, majd Jugoszlávia része lett. 1991-ben csaknem teljes lakossága szerb nemzetiségű volt. Szerb lakói még ez évben csatlakoztak a Krajinai Szerb Köztársasághoz. A horvát hadsereg 1995 augusztusában a Vihar hadművelet során foglalta vissza a települést. Szerb lakói elmenekültek. A településnek 2011-ben 63 lakosa volt, akik földműveléssel, állattartással foglalkoztak.

## Lakosság
| Lakosság változása | Lakosság változása | Lakosság változása | Lakosság változása | Lakosság változása | Lakosság változása | Lakosság változása | Lakosság változása | Lakosság változása | Lakosság változása | Lakosság változása | Lakosság változása | Lakosság változása | Lakosság változása | Lakosság változása | Lakosság változása |
| ------------------ | ------------------ | ------------------ | ------------------ | ------------------ | ------------------ | ------------------ | ------------------ | ------------------ | ------------------ | ------------------ | ------------------ | ------------------ | ------------------ | ------------------ | ------------------ |
| 1857               | 1869               | 1880               | 1890               | 1900               | 1910               | 1921               | 1931               | 1948               | 1953               | 1961               | 1971               | 1981               | 1991               | 2001               | 2011               |
| 214                | 0                  | 250                | 280                | 334                | 394                | 190                | 379                | 393                | 405                | 403                | 340                | 272                | 218                | 41                 | 63                 |

## Nevezetességei
Zečevo várának romja. A maradványok még ma is emeletnyi magasságban állnak.